# Syðradalur (Kalsoy)
Syðradalur es una pequeña localidad de las Islas Feroe localizada en la costa suroriental de Kalsoy. Pertenece al municipio de Húsar, es la localidad más sureña de la isla y el punto de comunicación de esta con el resto del archipiélago. En 2012 la localidad tiene 6 habitantes.
El nombre del poblado significa en feroés "valle del sur". Es una de las localidades más nuevas de las Islas Feroe, siendo fundada a principios del siglo XIX por pobladores de Blankskáli, una antigua localidad de la costa suroccidental de la isla que fue desalojada a causa de un deslizamiento de tierra. En 1855 un bote del pueblo fue embestido por una ola gigante, causando la muerte de un hombre. En 1963 se hundió otro bote del pueblo, en esta ocasión con tres hombres a bordo.
El sistema de túneles de Kalsoy que inició en 1985 une a Syðradalur con los otros tres pueblos de la isla. Varias veces al día hay servicio de autobús entre Syðradalur y Trøllanes, con escala en los pueblos intermedios. Asimismo, un transbordador cubre la ruta entre Syðradalur y Klaksvík entre 2 y 4 veces al día.